# Хептода
Хептода је врста електронске цијеви са седам електрода смјештених у стаклени или метални балон са вакуумом.
Загријана катода емитује електроне, који иду према позитивној аноди. Решетке, које се налазе између катоде и аноде омогућују регулацију струје у цијеви, и њену употребу у улози мјешача (мјешалице) сигнала, обично у локалном осцилатору радио-пријемника.

## Историја
За историјат, погледати чланак Електронска цијев.

## Начин рада и опис
Хептода је цијев са још једном додатом решетком у поређењу са хексодом (укупно 5 решетки), која је најчешће кориштена за мијешање високофреквентних сигнала у међуфреквентном степену радио-пријемника. Примјер ове цијеви је ECH-81 (комбинација триоде и хептоде).

## Примјена
Хептоде су обично кориштене у међуфреквентном степену или локалном осцилатору радио-пријемника.

## Симбол
Симбол хептоде је приказан на слици, са индиректно гријаном катодом.